# 카지랑가 국립공원

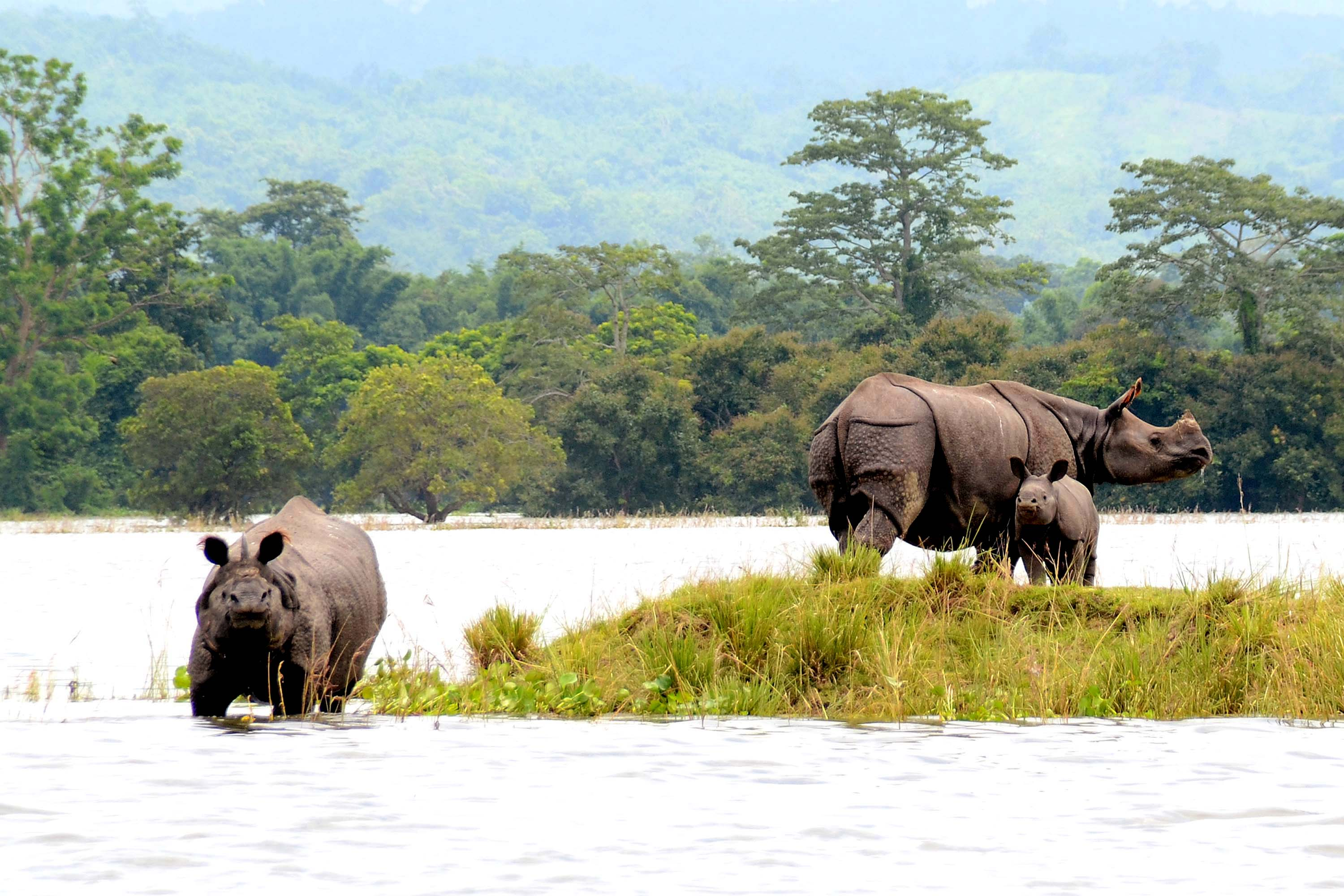

카지랑가 국립공원(Kaziranga National Park)은 인도 아삼주 골라갓 지구, 카르비 앙롱 지구, 나가온 지구의 국립공원이다. 세계에서 가장 큰 인도코뿔소의 3분의 2를 관리하는 세계유산지역의 하나이다.
2015년 기준으로 코뿔소의 개체 수는 2401마리에 달한다.
카지랑가는 코끼리풀, 소택이 풍부하며 열매습윤활엽수림이며 브라마푸트라강을 포함한 4개의 주요 강으로 둘러싸여 있다.